# Вейде-фьорд
Вейде-фьорд (норв. Wijdefjorden) — фьорд, лежащий в норвежском архипелаге Шпицберген.
Вейде-фьорд расположен в северной части острова Западный Шпицберген, который лежит в Северном Ледовитом океане посреди пути между Норвегией и Северным полюсом, и является крупнейшим островом архипелага. Длина фьорда 108 км. Исток фьорда находится на северном берегу острова, потом он продвигается в южном направлении вглубь острова, разделяя Землю Андре на западе и Землю Маргарет на востоке. Южная часть Вейде-фьорда входит в состав национального парка Индре-Вийдефьорден.

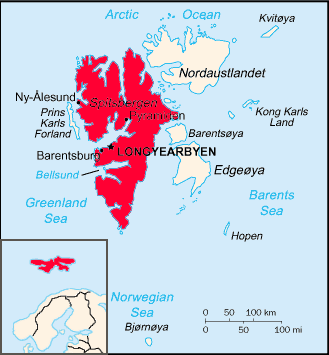
Месторасположение Западного Шпицбергена